# Derbez en cuando
Derbez en cuando es una serie de televisión mexicano de comedia sketch dirigida por Eugenio Derbez. Inició el 25 de marzo de 1998 y finalizó el 15 de diciembre de 1999, aunque salió una versión especial extendida el 19 de diciembre de 1999, y a partir del 22 de diciembre, inició Va de nuez en cuando, programa que recopiló "los mejores sketches" de Derbez en cuando y sketches inéditos, esta recopilación se transmitió hasta el 29 de noviembre de 2000 en donde salía el mero Barnaby Prieto y el ECDV.
Se transmitía por  el Canal de las Estrellas los miércoles a las 10:00 p. m., como parte de la barra de comedias de Televisa denominada Nos vemos a las 10.
Tras su finalización, se transmitieron repeticiones por Galavisión a mediados de 2006 los lunes a las 10:00 p. m., y de 2007 a 2010 se retransmitió por el Canal de las Estrellas, de lunes a viernes a las 3:00 p. m., con duración de 1 hora (ya que pasaban 2 capítulos, el segundo sin los comerciales) y se transmitió junto con los otros programa de Eugenio Derbez: Al derecho y al derbez, Va de nuez en cuando, XHDRBZ y La familia P. Luche. También se transmitió en el 2004-2005, por la cadena de TV, Univision, La hora Derbez, igual con duración de 1 hora. Anteriormente, se retransmitia en México por el canal de cable Distrito Comedia, desde 2011 hasta 2016, y la recopilación Va de nuez en cuando se transmitió también por el canal de paga Comedy Central Latinoamérica. Actualmente, se sigue trasmitiendo ocasionalmente en Distrito Comedia en México desde 2022 y en Las Estrellas desde 2023.
En septiembre de 2022, se agregaron todos los capítulos de la serie a la plataforma Vix Derbez en Cuando en 2023.

## Formato del programa
Como ya fue comentado antes es un programa de comedia familiar, que mostraba albures, chistes, canciones, entre otras cosas, que hacían del programa entretenido. Su tema de entrada era un fragmento de la Oda a la Alegría de Beethoven. El programa tenía un símbolo, una gallina que salía volando cada vez que se abría una puerta y después aparecía una ruleta computarizada que tenía las diferentes secciones del programa. Algunas de ellas son:

### Sketches
En todo el programa la mayoría de las veces salieron sketches. En ellos aparecen los personajes más importantes de Derbez como:
- Eloy Gameno: Es un personaje que por lo general, siempre toma todo lo que le dicen con doble sentido o lo relaciona con algo vulgar debido a la separación silábica, normalmente lo ahorcan al colmarle la paciencia a las personas  . Su nombre es un juego de palabras con la frase “¡Óigame, no!”.
- El Diablito: Es un diablo travieso, razón principal por la cual la gente comete torpezas. Con un gran botón rojo, hacía que alguna persona cayera. Es la parodia de los programas de vídeos de humor.
- Julio Esteban: Es un consejero sentimental, que resuelve los problemas de sus clientes; a modo de verso. Es una parodia de Walter Mercado, ya que viste y actúa similar a este personaje. En este concepto, daba los consejos personalmente a los que buscaban su consejo. Se portaba altanero y soberbio cuando le llegaba una mujer pidiendo ayuda.
- Armando Hoyos: Es un filósofo que se hace preguntas sobre el mundo. La mayoría de sus preguntas son de corte cómico. La mayoría de sus preguntas son interpretaciones erróneas de palabras conocidas. Su frase más distintiva es decir «¡Cáaallense, cállense! ¡No me interrumpan!» ya que no le gustan los elogios. En este concepto comenzó a usar su "Diccionario de la Real Epidemia de la Lengua", haciendo alusión a la Real Academia de la Lengua. Daba significados de algunas palabras que el entrevistador pedía; por ejemplo: "Cáspita", lo cual significaba supuestamente: "Pólvito de la cabécita", refiriéndose a la enfermedad de la caspa.
- El Super Portero: Es un guardameta de fútbol soccer que, lejos de detener goles de Pumas, detenía las escenas de las telenovelas, ya que los actores en ocasiones decían palabras que se confundían con productos de uso cotidiano. Su frase distintiva es "¡cóoortale pero cóooortale mi chavo!. Es una parodia de los censores de televisión y a su vez del ex guardameta Mexicano Jorge Campos. Volvió a aparecer en el Mundial de Sudáfrica 2010. Suele besar a las guapas invitadas, ya sean conductoras o actrices, más como coqueteo que como pretexto para ocultar su enojo diciendo: "No estoy enojado, no estoy rencoroso". Decía la expresión "¡Perro!" cuando se le enredaban los pies con la capa, que era una red de portería. En algunos de los sketches se ha llegado a caer por ese incidente.
- El Lonje Moco: Está inspirado en el monje loco, es un monje que siempre contaba historias, pero a veces perdía la secuencia de la historia y ya no se acordaba de lo que debía de decir. Una gárgola parlante que le acompañaba, intentaba adivinar qué seguía, sin éxito. Su nombre es un juego de palabras con el título “Monje Loco” (con las letras M y L cambiadas). Suele decir la frase "Nadie sabe, nadie supo" así como "Fue horrible, fue horrible". Su movimiento emblemático era al decir su nombre se llevaba una mano a la nariz y "disparaba" un moco, formando el logo de su sketch. La única vez que su gag de que se olvidaba la secuencia de la historia no fue aplicada, resultó ser un ingenioso sketch donde se metió a contar una historia sobre la barra de comerciales que se transmitía en ese momento.
- Aaron Abasolo: Es un joven de familia muy pobre que dice albures y usa siempre un tono callejero. Su frase distintiva es "¡Pregúntame, caon, pregúuuuntame!" mientras mueve el vientre.

- "El Crítico de Cine Mudo" Era un personaje de nombre Artemio Salas Von Frauken, que era mudo. Por lo que se apoyaba en su intérprete la Bere Nice o la Very Nice (interpretada por la actriz y escritora Laura Ruiz) para hacer las críticas de las películas de moda. El crítico decía muchas groserías y ponía a la creída de la Very Nice en aprietos. Cuando Von Frauken la señalaba para alguna referencia, la ególatra Bere Nice se elogiaba a sí misma como dándose a desear, a lo que El Mudo agrega algo leve para bajarle los humos, o en algunos casos la intérprete se sentía ofendida.

- Pepe Roni: Es un chef italiano que siempre prepara algún platillo, pero con objetos en vez de ingredientes. Es característico gritar “¡Liíiiisto!”, cuando una receta está para “comer”. Volvió a aparecer en el Mundial de Sudáfrica 2010. Su nombre es una parodia mal escrita del ingrediente pepperoni.
- Bob Atroz: Un artista de Pintor de una parodia de Bob Ross.
- Alz y Heimer: Son un par de viejos que padecen problemas de la memoria. Suelen sentarse en una banca a platicar, pero debido a sus problemas de memoria rara vez recuerdan de lo que estaban hablando. Al final Alz siempre le dice a Heimer “A ti ya se te va el avión” a lo que Heimer responde voz de tattoo “El avión, el avión” después de mirar su reloj siempre trata de ir por el "avión" Alz como María Alicia Delgado
- Dr. Porras
- Las 5herencias el programa de Coherencia de Gus Rodríguez como Simón Paz y Eugenio Derbez como Nelson Guerra tiene Errores de XHDRBZ.

### Parodias
Una de las cosas que Eugenio Derbez presentaba seguido, eran las parodias, que quiere decir imitar a shows, videos, series o cualquier otra cosa de la vida real. Algunos títulos son:
- El Super Agente 3.1416 (Super Agente 86)
- Ungüento de la Cripta (Cuentos de la Cripta)
- ¡Que todo México se encuere! (Que todo México se entere, sección en ese tiempo del programa matutino Hoy)
- Perrito Fernández (Pedrito Fernández)
- Que Cruel! (parodia del programa ¿Qué Crees? conducido por Talina Fernández)
- Cancún 5-0 (En Penales) (Hawaii Five-0)
- Bueywash (Baywatch)
- Mujer, Cosas de la Villa Real o Mujer, Casos de la Vida Irreal (Mujer, casos de la vida real)
- Dragon Bolzota (Dragon Ball Z)
- eN.Bi.Ci. (NBC/Telemundo)
- Cortineando (Ventaneando)
- Una de lobos (Cuna de lobos)

### Musicales
- Marilyn Menson la parodia Marilyn Manson
- The Rollings Gags la parodia The Rolling Stones
- Ronko la parodia de Bronco
- The Birus la parodia The Beatles

Nota: En Marilyn Menson y los Rolling Gags se da la última aparición de Tito Guízar quien fue amigo de la infancia de Marilyn antes de su fallecimiento el 24 de diciembre de 1999 a los 91 años de edad.

### Cuentos
Principalmente, esta sección parodiaba a cuentos famosos. Cambiaba los nombres de los cuentos y de los personajes. 3 de ellos son:
- Blanca Nueves y los 7 nanos (Parodia de Blancanieves y los 7 enanos)
- Tranzan (o "El puñal de Tranzan") (Parodia de Tarzán)
- Los 3 Mosquiteros (Parodia de Los 3 Mosqueteros) con Francisco Colmenero

### Deportivos
La primera aparición de la sección de Deportivos o Fútbol, fue cuando Barnaby Prieto intenta llegar a Guaymas, Sonora y en la confusión termina llegando a Hawái al partido de profesionales de la NFL conocido como Pro Bowl. A pesar de su ausencia debido a su participación en el Super Bowl XXXII, el sketch menciona al mariscal de los Broncos de Denver John Elway.
Personajes:
- Barnaby Prieto
- La Chupitos

### Fútbol
Solo 2 veces cayo en la Ruleta como especial del Mundial de Francia en 1998

### Noticieros
Las 3 veces que la Ruleta marcó "Noticieros", fue una parodia a la cadena de Noticias: "NBC", pero como en español se pronuncia "eNBiCi", decidieron ponerle ese tiutlo. Los 3 personajes:
Primer Sketch de eNBiCi
- Eugenio Derbez.
- Alma Cano Rosas.
- Paloma Mares Rico.
- Isela Frías Samano y Thalía. (Reportera desde las Tres Marías: María Mercedes, Marimar y María la del barrio)
- El Capitán Albures.
- Anselmo Alonso. (Deportes)

Segundo Sketch de eNBiCi
- Eugenio Derbez.
- Alma Cano Rosas.
- Paloma Mares Rico.
- Rigoberto Peláez. (Reportó desde la EmBajada Checa)
- Amina Blancarte. (Que Todo México Se Encuere)
- Ester Lina. (Reporte de la Bolsa)
- Antonio de Valdés. (Deportes)

Tercer Sketch de eNBiCi
- Eugenio Ortega-Doriga.
- Bety Alatriste Vergara.
- Alma Madero.
- Rigoberto Peláez. (Reportó desde el Zócalo)
- Unillizo Brenan. (Reportero)
- Amado González. (Corresponsal)
- Javier Alarcón. (Deportes)

### Novelas
La Primera Novela fue la de Mari, una telenovela creada por Derbez, la cual era muy simplona y las cosas pasaban demasiado rápido, lo que hacia que tanto la primera parte como la segunda fuera graciosa. Y después de tan simple melodrama, fue un éxito para Derbez en Cuando. Esta Telenovela fue la parodia de María la del Barrio:
- Mari
- Mari2

Durante la transmisión original de este programa en 1998, en los comerciales, cada comercial se anunciaba como "Patrocinador oficial de la Telenovela Mari".

### Navidad
Programa especial de la Navidad del 24 y 25 de diciembre de 1998 con Eloy Gameno, su mamá, las ahorcadas y Santa Claus. Involucrados:
- Eloy Gameno
- La Madre de Eloy Gameno
- Santa Claus
- Hombre Tartamudo
- Armando Hoyos
- El Super Portero
- El Lonje Moco
- Aaron Abasolo

Nota: La curiosidad en este especial de Navidad fueron que Armando Hoyos, El Super Portero y el Lonje Moco, salieron con ropa de santa claus a excepción de Aaron Abasolo que solo salió con ropa naranja de la cárcel, con su gorro azul, guantes blancos y una campana, era el que anunciaba que venía el camión de la basura.

### Programas especiales
Es cuando la ruleta no caía nada, por ejemplo en el programa patrocinador al diccionario de Armando Hoyos, Anastacia gira la ruleta, se enredó en esta y la ruleta no se detuvo. Otro caso similar fue cuando Anastacia giró la ruleta y esta salió volando. Sin embargo hay episodios en los que no hay una ruleta, como el episodio que estaba Sammy y Miguel Luis. Programas especiales:
- Armando Hoyos: Diccionario de la Real Epidemia de la Lengua
- Último Programa de 1998: Errores.
- Humor involuntario

### Madres
Programa especial del 10 de mayo de 1999, el cual era de errores. Cuando Eugenio Derbez decía algo que parecía que iba a decir una grosería, se resaltaba la palabra "Madres" en un logo en pantalla que decía "Feliz día de las madres".
- Les vamos a poner en su pantalla todas las...
- Vamos a unos comerciales que duran una...
- Nos rompen la...

### Comerciales
A veces aunque la ruleta no cayera comerciales, estos salían en los sketches. Solo una vez el programa fue de puros comerciales (obviamente cómicos). Algunos de ellos son:
- Kit del dueño sin Perro.
- Academias Infrahumanas con computación.
- Grandes Éxitos del Miting vol. 1
- Dragon Bolzota.
- Estética Tina Gillot.
- Comida para Nutrias: Cuando
- Mini Estéreo Público
- La Salamandra (Mueblería Bosé)
- La Camaleón
- Frijoles Laxil
- Cajero compartido (es un juego de palabras-con partido)
- Refrescada
- San Goloteo
- Método Depilar
- USA Migra
- Centro de rehabilitación física de Policarpio Di Caprio
- Club para fingir caídas: Maradona.
- Bancarné: Banco de carne
- Grandes éxitos del Mitin político nacional

### Internacionales
La ruleta en Derbez en Cuando nunca cayó "Internacionales", pero en las transmisiones de "Va de Nuez en Cuando", se mostraron sketches se mostraron tomas y comerciales internacionales:
- Recuerdo de Estados Unidos 1994 en Chutando Caliente
- Lo Mejor de Francia 1998
- Olimpicosas: Sídney 2000

### Variedades
La ruleta nunca cayó esta sección, pero en sketches de variedades de Va de Nuez en Cuando, se mencionan:
- Broma telefónica.
- Entrevista a Sharon Stone.

### Avances
Solo esta sección apareció en el primer episodio de Derbez en Cuando donde Eugenio Derbez les avisa sobre un avance de este show como:
- Nuevos personajes
- Nuevos comerciales
- Parodias
- Cuentos
- Sketches
- Películas
- Novelas
- Series
- Juegos
- Resumen

### Fin, Final, Se Acabó, Tan Tan, Adiós
Esta sección cayó la ruleta para el último capítulo de la serie "Derbez en Cuando", el cual tuvo dos versiones, una versión recortada para media hora; y la versión de una hora, el cual se muestran todos los invitados, además de sketches y bloopers que no se mostraron en la versión recortada. El capítulo trató sobre la muerte de la gallina (el personaje principal de la historia). A este especial asistieron varios artistas y comediantes invitados como:
- Silvia Derbez
- Jacobo Zabludovsky
- Héctor Suárez
- Andrea Legarreta
- Patricia Navidad
- René Casados
- Jorge Ortiz de Pinedo
- Ponchito
- Mauricio Castillo
- Consuelo Duval
- Adal Ramones
- Jitomata y Perejila
- Laura Ruiz
- Gus Rodríguez
- La Chupitos
- Seracoche
- Samuel Pérez
- Miguel Luis
- Maricela Sánchez
- Ernesto Laguardia
- Gustavo Águilar "El Manotas"

Doblaje
- María Fernanda Morales como Serafín
- Entre otros...

Nota: En el último programa se muestra la caja de DEC (Que son las siglas de Derbez en Cuando), ahí dentro está la gallina muerta que se convirtió en pollo frito, es una parodia de la marca KFC que es Kentucky Fried Chicken.

## Premios TVyNovelas
| Año  | Categoría                 | Nominado       | Resultado |
| ---- | ------------------------- | -------------- | --------- |
| 2001 | Mejor actor de comedia    | Eugenio Derbez | Ganador   |
| 2000 | Mejor programa de comedia | Eugenio Derbez | Ganador   |
| 1999 | Mejor actor de comedia    | Eugenio Derbez | Ganador   |